# Воробьёвка (станция)
Воробьёвка — железнодорожная станция в Воробьёвском районе Воронежской области России, относится к Лискинскому региону Юго-Восточной железной дороги.

## Описание
Станция расположена в посёлке Первомайский Солонецкого сельского поселения Воробьёвского района, на 65-м километре. Ближайшие станции — 60 км и Лещаная. В функционал входит выполнение работы в качестве блокпоста. Пять стрелочных переводов для перевода составов. Установлено два геодезических знака — репера. До станции Таловая — 65 км, до другой узловой (Калач) — 29. Неподалёку автобусная остановка «Станция Воробьёвка». До станции проходит улица Привокзальная.

## История
Станция Воробьёвка построена в 1896 году, одновременно с проложением ветки «Таловая — Калач», по инициативе графа Ширинкина. В годы Великой Отечественной войны служила местом для перегона эшелонов и транспортировки в тыл раненых. В 1960-е переименована из первоначального названия (железнодорожный разъезд Ширинкин) в станцию Воробьёвка, до этого так называлась соседняя станция Лещаная. В 1990-х через станцию часто проходили поезда с сельскохозяйственными товарами, стройматериалами и нефтепродуктами. В 2008 году произведён ремонт.

## Операции
Производится посадка и высадка пассажиров на различные поезда, прием багажа, а также его выдача, грузовые работы. По объёму выполняемой грузовой работы станция отнесена к 5 классу.